# فيرينك ألبرت
فيرينك ألبرت (بالمجرية: Albert Ferenc)‏ (و. 1811 – 1883 م) هو عالم فلك ولد في كلاغنفورت .
توفي عن عمر يناهز 72 عاماً.